# 夜間陰莖勃起

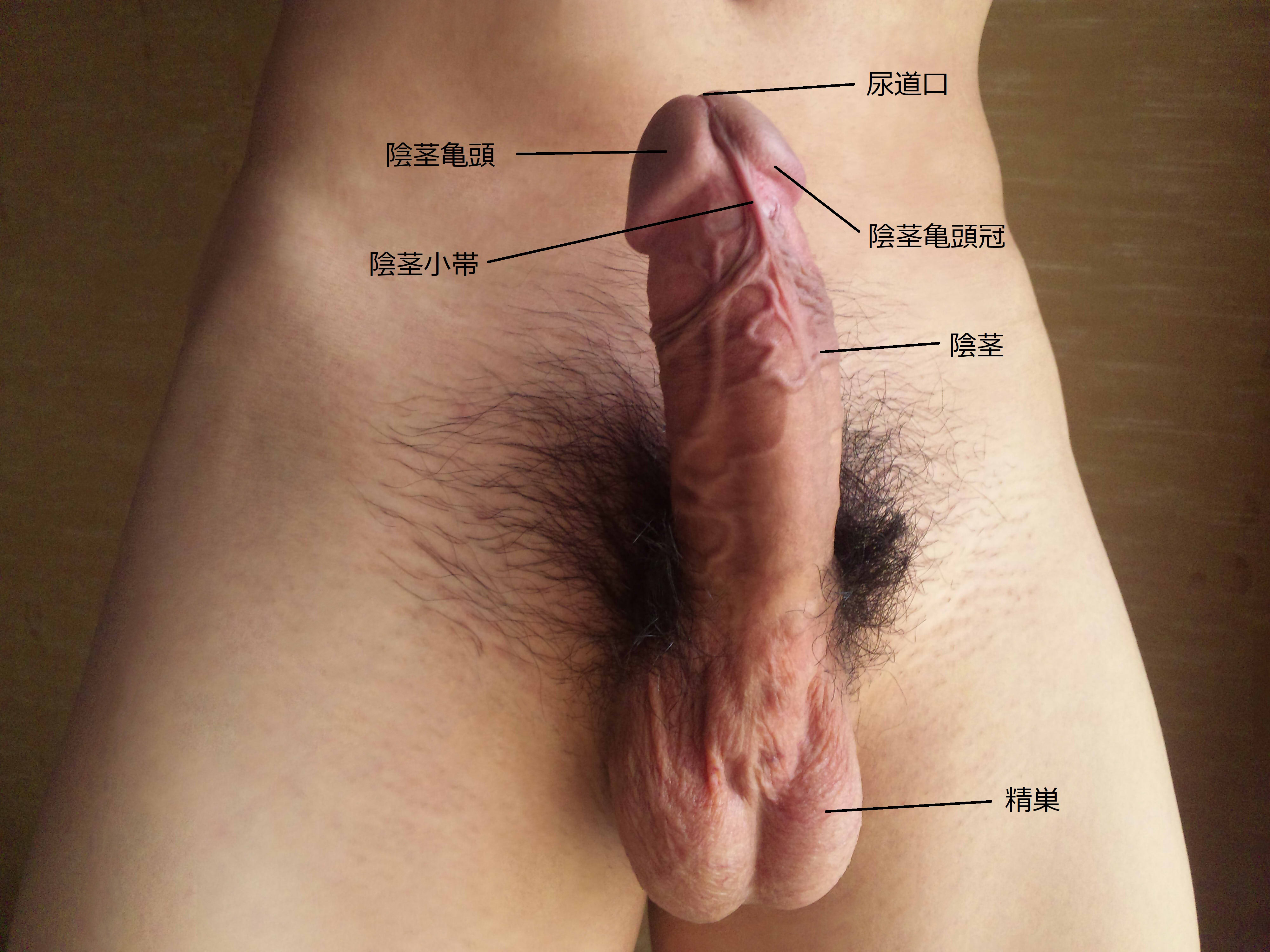
夜間陰莖勃起

夜間陰莖勃起（英語：Nocturnal penile tumescence），俗稱晨間勃起、晨勃，為陰莖在睡眠中或剛睡醒時的自發性勃起反應。
沒有勃起障礙或無嚴重憂鬱的男性會有晨間勃起的經驗，通常一晚有三到五次，特別是在快速動眼期。一般認為夜間陰莖勃起對陰莖的健康有益。

## 醫學診斷價值
晨間勃起在性健康上具有醫學價值，用以診斷勃起功能障礙（erectile dysfunction，簡稱）患者的病因是來自於心理還是生理上的障礙。患者會在睡前先在陰部穿戴一個有彈性的裝置，並偵測其陰莖勃起的情形，並送交電腦分析。如果患者有晨間勃起的情形，則病因可能為心理上的問題；反之，則可能為生理上的問題。

## 機制
晨間勃起的原因至今尚不明瞭。Bancroft推測藍斑核的神經元平時會分泌正腎上腺素，抑制勃起。在快速動眼期，正腎上腺素的分泌減弱，減少抑制睪固酮的功能，引起晨間勃起。
證據指出，膀胱充滿尿液時有時會引發勃起，這類的勃起通常被稱為「反射性勃起」。引發反射性勃起的神經通常為在脊髓中的骶神經。充滿尿液的膀胱常常會刺激同一區域的神經，進而導致陰莖勃起。